# Leutfrid Signer
Leutfrid Signer, Taufname: Emil Signer OFMCap (* 28. Oktober 1897 in Appenzell; † 6. Mai 1963 in Stans) war ein Schweizer Kapuziner-Geistlicher und Pädagoge.

## Leben
Leutfrid Signer war der Sohn von Josef Anton Signer (1860–1904), Zeugherr (verantwortlicher Aufseher über die in Zeughäusern gelagerten Kriegsgeräte samt Munition sowie über die Zeugwarte) des Innerrhoder Militärdepots und Präsident des Schützenvereins des Kantons Appenzell Innerrhoden und dessen Ehefrau Franziska Josefa, geb. Moser.
Er besuchte die Primarschule und das Gymnasium St. Antonius in Appenzell und das Kollegium St. Fidelis in Stans, das er 1917 mit der Matura beendete.
1917 trat er in den Kapuzinerorden in Luzern ein, dort erhielt er, nach seinen Theologiestudien in Sitten, Freiburg, Solothurn und Stans, 1924 von Bischof Marius Besson die Priesterweihe.
Von 1924 bis 1928 studierte er Geisteswissenschaften mit dem Schwerpunkt der deutschen Literatur an der Universität Freiburg und promovierte 1933 mit einer Arbeit über den deutschen Barockprediger Michael Angelus Schorno (1631–1712), für die er die Auszeichnung summa cum laude erhielt.
1927 wurde er Gymnasiallehrer für deutsche Sprache und Literatur am Kollegium St. Fidelis in Stans, 1935 Präfekt des Lyzeums und 1943 Rektor des Kollegiums. 1956/57 erfolgte unter seiner Leitung der Neu- und Umbau mit einer grossen Sporthalle am Kollegium. Er war auch Inspirator und Schöpfer der Kollegiumszeitschrift Stanser Student, die Beiträge zur Kunst- und Kulturgeschichte, vorwiegend aus Nidwalden, enthält. Er initiierte auch die Errichtung eines Denkmals für Melchior Lussi am Kapuzinerkloster.
Während des Zweiten Weltkrieges führte er in Nidwalden die Volkshochschule ein und eröffnete die ersten Versammlungen der ökumenischen Bewegung der Schweiz unter der Leitung von Otto Karrer.
Von 1949 bis 1953 war er Vertreter der Rektoren der katholischen Mittelschulen beim Hochschulrat der Universität Freiburg und bis zu seinem Tod war er Mitglied des Vorstandes des Hochschulvereins Freiburg; weiterhin war er Präsident der Rhetorikeradademie und der marianischen Sodalität.
Im Dezember 1961 hielt er die Laudatio, als seinem Freund Jakob Wyrsch der innerschweizerische Kulturpreis überreicht wurde.

### Wirken
Leutfrid Signer war der Herausgeber von Schulbüchern zur deutschen Literatur und Lesebüchern für Schweizer Schulen sowie der Verfasser zahlreicher Beiträge über Kunst, Kultur und Kirche sowie vieler Rezensionen in verschiedenen Zeitschriften und Artikel, vorwiegend literaturwissenschaftlichen Inhalts.
Als Delegierter des Bundesrats war er im Aufsichtsrat der Schweizerischen Schillerstiftung vertreten und er wurde in die eidgenössische Maturitätskommission berufen, die sich mit Fragen der gymnasialen Maturität und der Maturitätsanerkennung befasst.

## Schriften (Auswahl)
- Leutfrid Signer; Baldwin Würth: Grundriss der deutschen Literaturgeschichte für Mittelschulen: unter besonderer Berücksichtigung der Schweiz: mit Zeittafel und Stammes- und Sprachenkarte. Luzern: E. Haag, 1926.
- St. Franziskus und seine Zeit. München: Hanns Eder Verlag, 1926.
- Der heilige Franz von Assisi. Marienheim : Kanisiuswerk, 1926.
- Der Kapuziner Apollinaris Morel: ein Opfer der französischen Revolution. Freiburg : Kanisiusdr., 1927.
- Die Beredsamkeit. Einsiedeln: Benziger, 1930.
- Die Predigtanlage bei P. Michael Angelus von Schorno (1631–1712): ein Beitrag zur Geschichte des Barockschrifttums. Assisi: Collegio S. Lorenzo da Brindisi dei Minori Cappuccini, 1933.
- Die Linie des Religiösen in der neuern deutschen Dichtung. Einsiedeln 1933–1934.
- Apollinaris Morel, ein seliger Schweizerkapuziner. Freiburg/Schweiz; München: Kanisiuswerk, 1938.
- Sprachgut der Schweiz. Erlenbach-Zürich: Eugen Rentsch. (Herausgeber der Abteilungen B und C dieser Sammlung)
- Leutfrid Signer; Balduin Würth: Deutsche Literaturgeschichte für Schweizerschulen. Luzern: Haag, 1951.
- Veit Gadient; Leutfrid Signer: Deutsches Lesebuch für Schweizer Sekundarschulen. Luzern: E. Haag, 1961.
- Franciscus, Assisias; Leutfrid Signer; Karl Jud: Der Sonnengesang des heiligen Franz von Assisi: 1181–1226. Zürich; Stuttgart: Manutius, circa 1962.
- Erbe der Väter: Predigt zur 500. Jahrfeier der Schlacht am Stoss vom 17. Juni 1405 bei der Kreuzfahrt vom 14. Mai 1955. Innerrhoder Geschichtsfreund. Appenzell, 2003, H. 44, S. 77–81.